# 能仲太司
能仲 太司（のなか ふとし、1978年11月7日 - ）は、新潟県出身のサッカー指導者。

## 来歴
1997年に西新発田高校、2000年に アップルスポーツカレッジを卒業。
2002年より、JAPANサッカーカレッジのコーチや特別講師を務めた。また、2007年からはサッカー日本女子代表のテクニカルスタッフも歴任し、2011 FIFA女子ワールドカップ優勝、2012年ロンドンオリンピック銀メダルなどの獲得に貢献した。
2013年、アルビレックス新潟レディースの監督に就任した。2015年シーズン終了後に退任。
2016年、アルビレックス新潟トップチームのコーチに就任。2019年シーズン終了後に退任。

## 指導歴
- 1997年 - 2000年 豊栄ジュニアユース
- 2000年 - 2002年 アップルスポーツカレッジ　アシスタントコーチ
- 2002年 - 2012年  JAPANサッカーカレッジ
  - 2002年 - 2011年 コーチ
  - 2011年 - 2012年 特別講師
- 2007年 - 2012年  サッカー日本女子代表 テクニカルスタッフ

　※年代別サッカー日本女子代表テクニカルスタッフも歴任 
- 2013年 - 2019年  アルビレックス新潟
  - 2013年 - 2015年 レディース　監督
  - 2016年 - 2019年 トップチーム　コーチ

## 監督成績
| 年度 | 所属        | クラブ | リーグ戦 | リーグ戦 | リーグ戦 | リーグ戦 | リーグ戦 | リーグ戦 | カップ戦           | カップ戦 |
| 年度 | 所属        | クラブ | 順位     | 勝点     | 試合     | 勝       | 分       | 敗       | リーグ杯           | 皇后杯   |
| ---- | ----------- | ------ | -------- | -------- | -------- | -------- | -------- | -------- | ------------------ | -------- |
| 2013 | なでしこ    | 新潟L  | 8位      | 19       | 18       | 5        | 4        | 9        | グループリーグ敗退 | 準優勝   |
| 2014 | なでしこ    | 新潟L  | 3位      | 47       | 28       | 14       | 5        | 9        | -                  | ベスト8  |
| 2015 | なでしこ1部 | 新潟L  | 4位      | 33       | 23       | 10       | 3        | 10       | -                  | 準優勝   |